# Fort Voordorp
Het Fort Voordorp (voluit: Fort op de Voordorpse Dijk) is een onderdeel van de Nieuwe Hollandse Waterlinie dat ligt tussen Utrecht en De Bilt. Het fort werd aangelegd in de periode 1867-1871 ten oosten van Utrecht.

## Aanleiding en taken
Als gevolg van de vooruitgang in geschut en explosieven was de fortenkring die in de jaren '20 van de 19e eeuw rond Utrecht was gebouwd verouderd geraakt, en werd er in de jaren zeventig van de 19e eeuw een nieuwe vooruitgeschoven kring van forten rond de stad aangelegd, waaronder Fort Voordorp.
Fort Voordorp werd in de derde bouwfase van de Nieuwe Hollandse Waterlinie gebouwd. Het maakte deel uit van de zogenoemde tweede, vooruitgeschoven, fortenkring rondom Utrecht die toen op zo’n 3500 à 4000 meter van de toenmalige stadsrand lag. Het is een relatief klein fort en is geheel omgeven door een natte gracht.
Het had tot taak de verdediging van het accessen, zoals de hoger gelegen Voordorpsedijk, de Biltse straatweg, de Groenekansedijk en de spoorlijn Utrecht-Amersfoort, die bij een inundatie boven water zouden blijven uitsteken. Verder gaf het fort flankerende vuurondersteuning van de aangrenzende forten bij Blauwkapel, De Bilt en Hoofddijk.

## Bouwgeschiedenis

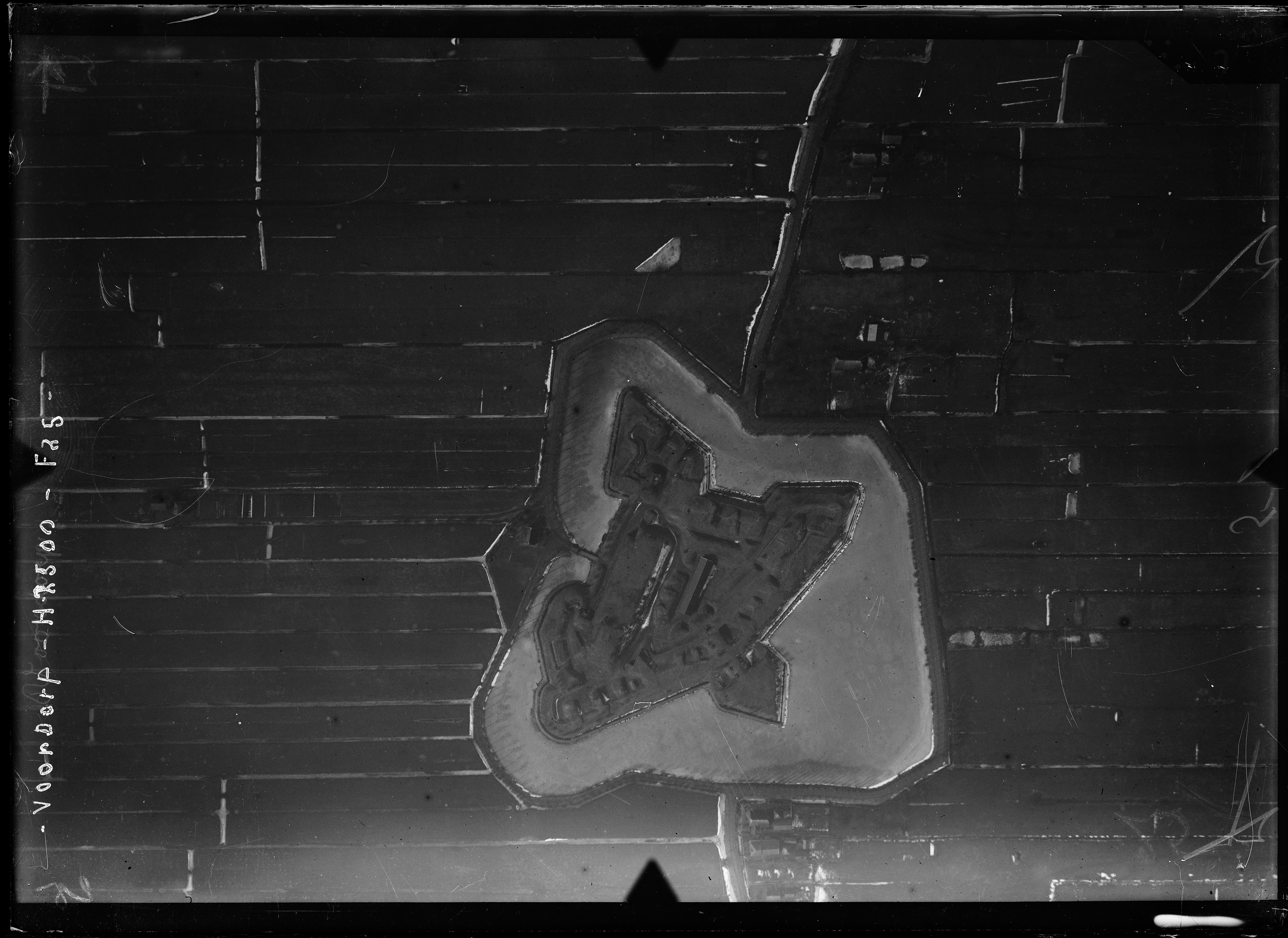

Nadat het ontwerp van het fort op 18 december 1868 door de Minister van Oorlog was goedgekeurd, volgde op 2 februari 1869 de openbare aanbesteding. De laagste inschrijver was een aannemer uit Venlo voor het bedrag van 148.500 gulden. In maart 1869 begon men met het uitgraven van de gracht. Met een diepte van 1,8 meter was deze bedoeld om stormaanvallen door infanterie tegen te gaan.
Het fort omvat onder meer een bomvrije kazerne, drie remises en twee verbruiksmagazijnen. De bomvrije kazerne A is gemaakt van bakstenen en er is een gevelsteen met het jaartal 1869 ingemetseld. De kazerne is grotendeels voorzien van een dikke aarddekking, zodat het metselwerk niet werd blootgesteld aan directe treffers. Alleen de keelzijde is onbedekt. Het interieur omvat rechthoekige vertrekken met zware gemetselde gewelven. De vertrekken waren voor het verblijf van de manschappen en officieren en verder was een keuken, ziekenboeg en telegraafruimte aanwezig. Er was plaats voor 240 man in de kazerne. In november 1870 kwam het fort gereed.
Door het uitbreken van de Frans-Duitse Oorlog in dat jaar werd ook de waterlinie in staat van verdediging gebracht. De vijand kwam niet, maar er werden wel lessen getrokken uit deze buitenlandse oorlog. Het fort en de wallen werden ingrijpend aangepast. De kazerne werd fors uitgebreid waarmee de legeringscapaciteit uit kwam op 366 man. Verder werd helemaal rechts van de kazerne in 1878 een bomvrije munitie-opslagplaats gebouwd.
De kazerne is via een 35 meter lange poterne verbonden met de aan de frontzijde ervan gelegen bomvrije remise/munitiedepot B. Deze remise kwam in 1878-1879 gereed en is, net als de kazerne, ook aan drie zijden en bovenop van een dikke aarddekking voorzien, zodat het metselwerk niet direct door vijandelijke granaten werd getroffen. In dezelfde periode kwam ook een relatief grote, bomvrije, dubbele remise C gereed op het noordelijke bastion. Verder zijn er nog twee bomvrije verbruiksmagazijnen gebouwd.
In 1879 bestond de bewapening van het fort uit 19 kanonnen met een kaliber van 12 centimeter. Deze kanonnen hadden een bereik van maximaal 6500 meter en waren bedoeld om vijandelijke artillerieopstellingen te beschieten. Verder waren er 16 kanonnen van 9cm voor de nabijverdediging alsmede de ondersteuning van naburige forten. Vanaf 1890 werden daarvoor ook mitrailleurs in de bewapening opgenomen.
De laatste aanpassingen aan het fort vonden plaats vlak voor het uitbreken van de Tweede Wereldoorlog. Op en om het fort werden diverse betonnen groepsschuilplaatsen gebouwd.
Het fort is drie keer in staat van verdediging gebracht. De eerste keer bij de Frans-Duitse Oorlog in 1870. De tweede keer bij de mobilisatie in 1914 en voor de derde en laatste keer is het fort in 1939 voor militaire doelen ingezet.

## Opheffing als verdedigingswerk
In 1960 werd het fort als verdedigingswerk opgeheven. Het deed nog jaren dienst als opslagruimte voor het ministerie van Defensie. Weer later kwam het in beheer bij de Dienst Domeinen, die het verpachtte aan de Nederlandse Invaliden Sportbond. Begin oktober 1990 werd het fort verkocht aan een particulier. Na de restauratie van de gebouwen en omgeving is een deel van de gebouwen sinds een aantal jaren in gebruik als evenementenlocatie.
Het Waterliniepad loopt langs dit fort.

## Monumentale status
Het fort  kent een beschermde status als rijksmonument. Om precies te zijn, zijn er 9 onderdelen op het fort zelf die zijn ingeschreven in het rijksmonumentenregister. Deze, en nog eens 3 onderdelen van de Nieuwe Hollandse Waterlinie in de directe omgeving van het fort die eveneens rijksmonument zijn, zijn te vinden in de lijst van rijksmonument rond Fort Voordorp.